# Ferenc Török
Ferenc Török (Csillaghegy, 3 de agosto de 1935) é um ex-pentatleta húngaro, bicampeão olímpico.

## Carreira
Ferenc Török representou seu país nos Jogos Olímpicos de 1964 e 1968, na qual conquistou a medalha de ouro, no pentatlo moderno por equipes, em 1968, e no individual em 1964.